# 世界飢餓指数

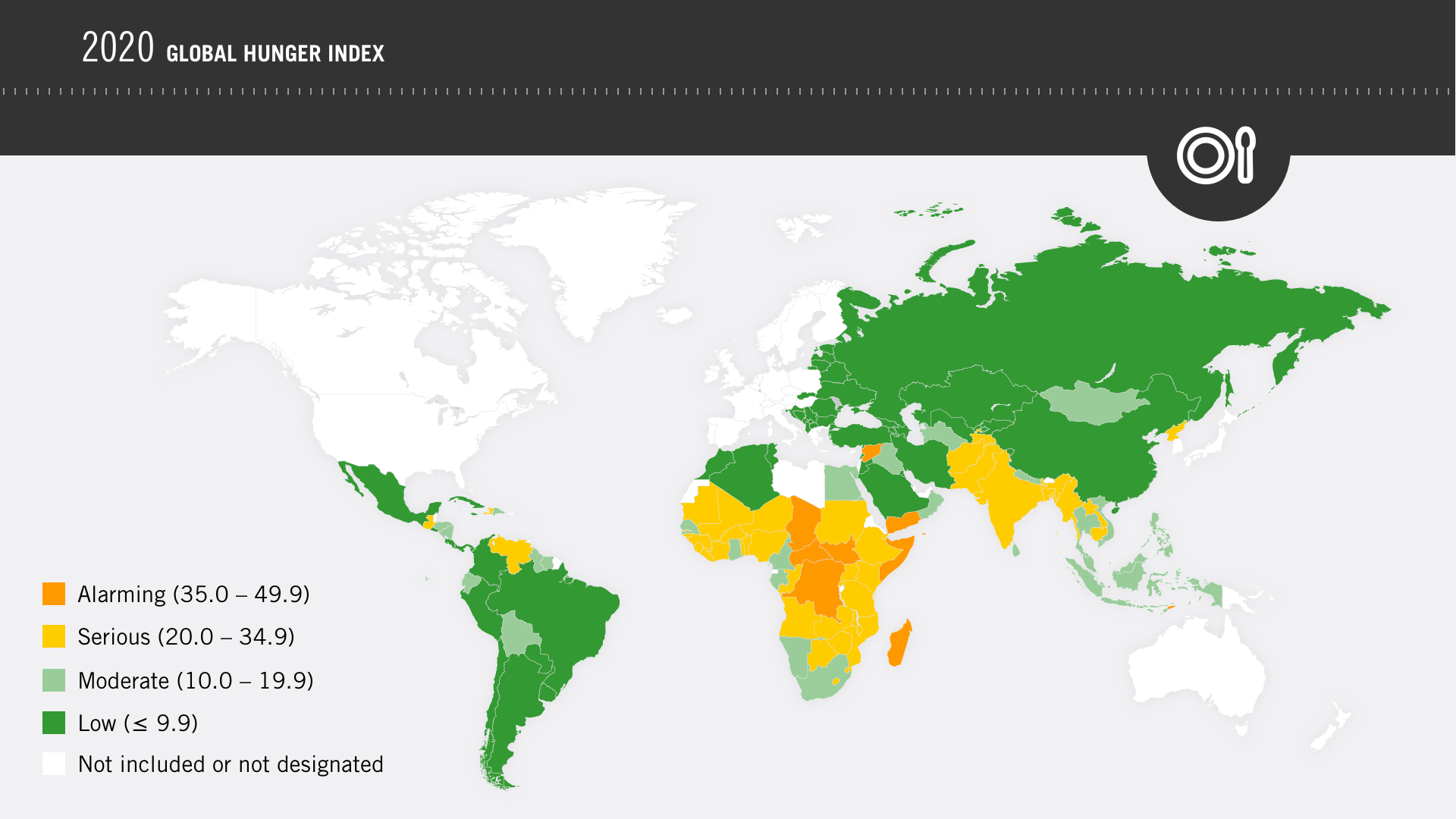
2020年の世界飢餓指数(International Food Policy Research)先進国（白色）は調査対象外。

世界飢餓指数（せかいきがしすう、英: Global Hunger Index、GHI）は世界各国の飢餓状況を多元的に解析して求めた指標。世界飢餓指数は地球上の飢餓対策の成功と失敗を表すものであり、年に1回更新される。
この指標はドイツのNGO、飢餓援助機構が2006年に発表し、国際食糧政策研究所（IFPRI）が発展させたものである。2007年以降はアイルランドのNGO、コンサーン・ワールドワイドも協力している。
2009年には121の開発途上国と新興工業経済地域で調査が行われ、その中の84について順位が付けられた。年毎に、重点的に調べられた項目が付け加えられる。2009年には指数と男女同権との関係、財政危機の指数への影響が分析された。2008年にはインド各州の状況がインド各州飢餓指数（ISHI）として、2009年にはエチオピア各州の状況が発表されている。

## 計算方法
世界飢餓指数は100点満点で、0点が「飢餓無し」、100点が「最悪」であるが、この両極端の点が付くことは無い。得点が高いほど、その国の食糧状況は深刻である。4.9点までが「ほぼ飢餓無し」、9.9点までが「やや飢えあり」、19.9点までが「改善が必要な飢えあり」、29.9点までが「警告レベルの飢えあり」、30点以上が「緊急警告レベルの飢えあり」とされている。 
世界飢餓指数は3つの要素を考慮して求められる。
1. 総人口の内、栄養不足にある人の割合
2. 5歳未満の子供の体重不足の状況
3. 5歳未満の子供の死亡率

である。
2009年の指数の計算に使われたデータは、2002年から2007年までのデータである。これは、この時にこの指数を計算するのに必要なデータの最新版である。栄養不良に関するデータは国連の国際連合食糧農業機関（FAO）による2003年から2005年のデータだった。5歳未満の体重に関するデータは、WHO、UNICEF、MEASURE DHSが提供する当時の最新データである2002年から2007年のものである。また、乳幼児死亡率のデータはUNICEFの2007年のデータが使われた。2009年の世界飢餓指数と、1990年の世界飢餓指数の大小は、基準が異なるために直接は比較できない。

## 全体と地域ごとの傾向
2009年の世界飢餓指数報告書には、世界の国と地域の飢餓状況が、1990年以降どのように変化していったかが示されている。世界平均では、世界飢餓指数は20点から15.2点へと、約25%減少した。ただしこの傾向があるにも拘らず、世界の飢餓対策は滞っており、飢餓解消となるには程遠い。この世界平均の傾向は、ある特定の国や地域で起こっている深刻な事態を覆い隠している。というのも、未だ29の国のレベルが「警告レベルの飢えあり」または「緊急警告レベルの飢えあり」の状態だからである。地域差を見てみると、近東や北アフリカでは32%もの減少が見られるのに対し、南アジアでは25%、ブラックアフリカ（南部アフリカ）では13%の減少に留まっている。東南アジアとラテンアメリカでは点数が40%も減少しており、特に好調だった。
ブラックアフリカと南アジアでは点数自体も高く、それぞれ22.1点、23.0点である。ただし、両者の高得点は理由が異なる。南アジアでは、5歳未満の体重不足の状況が深刻である。その背景として、栄養状況の悪さと、母親の教養不足が挙げられている。ブラックアフリカでは乳幼児死亡率が高く、その背景にはカロリー不足の人々が多いことが挙げられている。

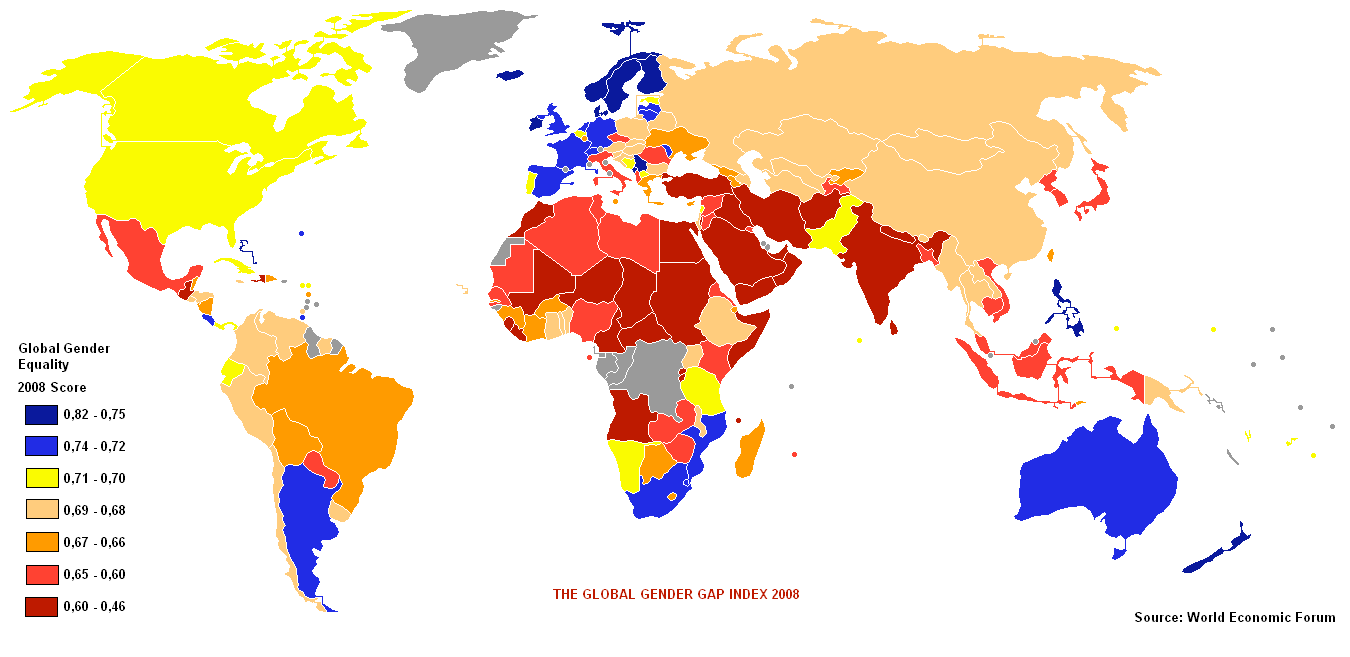
2008年の男女格差指数。青が平等、赤が不平等を表す。

### 男女格差との関係
2009年の世界飢餓指数を、2008年の世界経済フォーラムによるジェンダー・ギャップ指数と比較すると、両者には相関が見られる。これは、男女格差が母親の教養不足や健康状態悪化の原因となっているためと見られる。

### 飢餓と紛争
2009年の報告書によると、紛争、政治的不安定、経済崩壊は飢餓の大きな原因となり、それによりブラックアフリカの数ヶ国や朝鮮民主主義人民共和国ではむしろ飢餓状況が悪化している。

## 関連書籍
- Von Braun, J. (2000): Wie die Welternährung im 21. Jahrhundert sichern? In: Jahrbuch Welternährung: Daten, Trends, Perspektiven. Fischer Taschenbuchverlag, S.34–37.
- Schmidt, Emily / Dorosh, Paul (Oktober 2009): A Sub-National Index for Ethiopia: Assessing Progress in Region-Level Outcomes. International Food Policy Research Institute (IFPRI) and Ethiopian Development Research Institute (EDRI): ESSP-II Discussion Paper 5. (Accessed on December 11, 2009)
- Menon, Purnima / Deolalikar, Anil / Bhaskar, Anjor: India State Hunger Index (2009): Comparison of Hunger Across States. (Accessed on December 11, 2009)
- Wiesmann, Doris / von Braun, Joachim / Feldbrügge, T. (2000): An International Nutrition Index: successes, failures in addressing hunger and malnutrition. Center for Development Research (ZEF) Discussion Paper on Development Policy No. 26 (PDF, 397 KB - Accessed on December 11, 2009)
- Wiesmann, Doris (2004): An international nutrition index: concept and analyses of food insecurity and undernutrition at country levels. Development Economics and Policy Series 39. Peter Lang Verlag.